# Irene Ferreira
Irene Esther Ferreira Izquierdo (Caracas, 22 de marzo de 1976) es una modelo y ex-Reina de Belleza Venezolana, conocida por ser la única venezolana que ganó la categoría Mejor Traje Típico en el Miss Mundo

## Biografía
Ferreira era Bachiller en Ciencias y modelo profesional, representó al estado Miranda en el Miss Venezuela 1994, donde obtuvo el título Miss World Venezuela, representando a Venezuela en el Miss Mundo 1994, fue una de las favoritas entre las 87 aspirantes al título. Irene clasificó como 2ª finalista, además ganó los títulos de "Reina de las Américas" y el de "Mejor Traje Típico", convirtiéndose en la única Venezolana que ganó ese título en el concurso, su traje consistía en una fantasía roja y negra, inspirada en el Cardenal Larense, ese año ganó Aishwarya Rai (India). En 1995 intervino en la película "GoldenEye", de la serie de James Bond, junto a otras reinas de bellezas internacionales (incluida la ex-miss World Venezuela Ruddy Rodríguez), después hizo una corta carrera como modelo.
Actualmente está retirada del medio, está casada, tiene dos hijos y vive en Estados Unidos, donde es conocida por la comunidad latina en ese país.